# Ali H. Sayed
Ali H. Sayed (São Paulo, ? –) amerikai-brazil professzor a Los Angeles-i University of Californián.

## Könyvei
- Ali H. Sayed, Adaptive Filters, Wiley, NJ, 2008[2] (ISBN 978-0-470-25388-5).
- Ali H. Sayed, Fundamentals of Adaptive Filtering, Wiley, NJ, 2003[3] (ISBN 0-471-46126-1).
- Thomas Kailath, Ali H. Sayed, and Babak Hassibi, Linear Estimation, Prentice-Hall, NJ, 2000[4] (ISBN 978-0-13-022464-4).
- Thomas Kailath and Ali H. Sayed, editors, Fast Reliable Algorithms for Matrices with Structure, Society for Industrial & Applied Mathematics (SIAM), PA, 1999[5] (ISBN 0-89871-431-1).
- Babak Hassibi, Ali H. Sayed, and Thomas Kailath, Indefinite Quadratic Estimation and Control: A Unified Approach to H2 and H∞ Theories, Society for Industrial & Applied Mathematics (SIAM), PA, 1999,[6](ISBN 978-0-89871-411-1).